# 新王國時期
新王國時期是古埃及的一個時期，起於公元前16世紀至前11世紀，涵蓋了第十八王朝、第十九王朝及第二十王朝。此時埃及的國都已由孟斐斯移至尼羅河上流的底比斯。
此時是古埃及的三大頂峰時代之一，但也是最後一個。第一個高峰來自圖特摩斯家族，最著名的對外擴張的國王是圖特摩斯三世。他的母親任內通商致富，繼位後，組編了一支强而有力的軍隊，自己做了大將，把埃及的版圖向東邊擴張到亞洲的幼發拉底河，向南邊擴張到紅海的南口。
宗教上，其建筑成就包括卢克索神庙、卡纳克神庙等雄伟建筑。地方神明阿蒙地位提升，但由於教權與王權的衝突，阿肯那顿尝试推行一神论改革。但是宗教改革也帶來內部衝突，最後還是恢復了原本的多神信仰，而後埃及在霍朗赫布調理下，也重歸與他國經商貿易的緩和，再然後到拉美西斯二世又對外出兵創造另一個高峰，之後拉美西斯子孫的治理則帶來最後的輝煌。
在新王國時期的埃及幾次對外擴張勢力，重要的特徵是政治成就，强化專制集权與軍事實力，國家規模迎來了歷史最高點，但人民的精力却為戰事所消耗，文化的進步也因此遲滯，此時期之後氣數盡了，陷入內部的分裂、外部歐洲與亞洲的新興文明發展急起直追，就再也沒有輝煌的時期了。

### 引用
1. ↑  [埃]阿·费克里著，《埃及古代史》，高望之等译，商务印书馆1973年版
2. ↑  劉文鵬（2000年）：《古代埃及史》，北京：商務印書館